# Gölenkamp
Gölenkamp là một đô thị thuộc huyện Grafschaft Bentheim trong bang Niedersachsen.
Gölenkamp nằm vế phía tây bắc Nordhorn, và thuộc cộng đồng chung (Samtgemeinde) Uelsen.
Cộng đồng này gồm các trung tâm Gölenkamp, Haftenkamp và Hardinghausen.